# Alpinia athroantha
Alpinia athroantha är en enhjärtbladig växtart som beskrevs av Theodoric Valeton. Alpinia athroantha ingår i släktet Alpinia och familjen Zingiberaceae. Inga underarter finns listade i Catalogue of Life.